# Марк Дэниелс
Марк Дэниелс (англ. Marc Daniels), при рождении Дэнни Маркус — англ. Danny Marcus; 27 января 1912 — 23 апреля 1989)) — американский телережиссёр.

## Жизнь и карьера
Дэниелс был выпускником Мичиганского университета. После службы в армии США во время Второй мировой войны и до 1946 года, Дэниелс был нанят CBS, чтобы руководить её первой драматической антологической программой «Ford Theater», осваивая режиссуру в прямом эфире. Его наняли режиссёром первых 38 серий раннего снятого сериала «Я люблю Люси». Дэниелс рекомендовал Вивиан Вэнс на роль Этель Мерц. Дэниелсу, вместе с оператором Карлом Фройндом, приписывают введение технологии трехкамерной съёмки в отличие от обычной однокамерной съёмки. В интервью 1977 года Дэниелс отметил, что он оставил «Я люблю Люси», чтобы устроиться на другую работу, за которую платили больше. «Может быть, это было глупо», — сказал он. «Но тогда мы не знали, что создаём историю. Мы просто делали шоу».
Кроме «Я люблю Люси», Дэниелс также снял эпизоды сериалов «Где Раймонд?», «Дымок из ствола», «Миссия невыполнима», «Слава», «Элис», «Герои Хогана», и «Мишени Андроса». Поклонникам научной фантастики Дэниелс наиболее известен режиссёром пятнадцати эпизодов «Звёздного пути» (включая эпизод «Зеркало, зеркало») и сценаристом эпизода  анимационного сериала («Исчезновение планеты»). Ближе к концу своей карьеры Дэниелс снова работал с Люсиль Болл в её последнем сериале «Жизнь с Люси» (1986).
У него было не указанное в титрах появление (через фотографию) в роли доктора Джексона Ройкирка в эпизоде «Звёздного пути» «Подменыш», который он также снял.
За свою карьеру Дэниелс был номинирован на две прайм-таймовых и одну дневную премии «Эмми», две премии Гильдии режиссёров Америки и четыре премии «Хьюго». Он выиграл одну «Хьюго», совместную премию в 1967 году совместно с Джином Родденберри за «лучшую постановку» за эпизод «Звёздного пути» «Зверинец».

## Смерть
Дэниелс умер от сердечной недостаточности 23 апреля 1989 года в Санта-Монике, штат Калифорния, в возрасте 77 лет.